# Corregimiento de Chirripó
El Corregimiento de Chirripó fue una unidad administrativa histórica del reino de Guatemala, establecida a principios del siglo XVII en la región denominada Tierra Adentro, al sudeste de la provincia de Costa Rica. Su cabecera fue el pueblo de San Mateo de Chirripó.
No se conoce la nómina de los corregidores de Chirripó. En 1632 era corregidor Bartolomé de Enciso Hita, en 1634 el alférez Antonio de Amabíscar, en 1642 fue nombrado para el cargo don Félix de Trujillo y Mendoza, vecino de la ciudad de Santiago de Guatemala, en 1649 era corregidor don Fernando de Salazar y Peralta y en 1650 Baltasar de Rosales. El último titular fue posiblemente el Ayudante Juan de Morales Miranda, a quien se menciona como "nombrado Corregidor del partido de San Mateo de Chirripó" en una escritura otorgada en Cartago, Costa Rica, el 17 de septiembre de 1659.
El Corregimiento de Chirripó fue suprimido en 1660 y su territorio quedó anexado a la provincia de Costa Rica.